# Яготинська сотня
Яготинська сотня — адміністративно-територіальна та військова одиниця Переяславського полку Гетьманщини (Військо Запорізьке Городове) з центром у містечку Яготин. Одна з найстаріших сотень козацького реєстрового війська.

## Історія
Сформувалася в 30-х pp. XVII ст. Відповідно до «Ординації Війська Запорозького» 1638 року Переяславський козацький полк Речі Посполитої мав у своєму складі Яготинську сотню, сотником якої був Захар Яготинський.
Згідно з реєстром Війська Запорозького після Зборівського договору входила до складу Переяславського полку. Першим сотником був Стась Оброжиєвич, в сотні — 152 козаків.
Весь час існування незмінно входила до Переяславського полку аж до ліквідації полково-сотенної адміністрації Лівобережної України у 1782 р. Відтак її населені пункти розподілено поміж Переяславським, Пирятинським та Золотоніським повітами Київського намісництва.

### Сотники
| - Оброженко Станіслав (1649). - Челюскин Петро Іванович (1661). - Захар'ященко Опанас (1661). - Скоченко Лаврін (1672). - Литовченко Іван (1682). - Савоненко Роман (1685—1687). - Момот Григорій Іванович (1690—1691). - Рокитний Логвин (1695—1705). - Павлович Йосип (1706—1733). - Рокитний Іван Логвинович (1710—1713, н.). - Бережний Лук'ян (1723, н.). - Феодосеєв Дмитро (1729, н.). | - Карпович Петро (1731; 1733, н.). - Купчинський Пилип Григорович (1733—1751). - Крихно Федір (1736; 1739, н.). - Калита Федір (1737; 1740, н.). - Сезченко Дорош (1738, н.). - Лукомський Степан (1752—1757). - Канаровський-Соха Олексій Григорович (1757—1760). - Ісаєвич Михайло (1759; 1760, н.). - Славатинський Федір Степанович (1761—1770). - Козловський Андрій Дмитрович (1761, н.). - Юзефович Михайло Іванович (1770—1782). |

### Писарі
- Загоровський Яків (1718—1723)
- Моісеєнко Матвій (1729)
- Кордовський Степан (1732—1733)
- Чаяловський Михайло (1734—1737)
- Полієшко Яким (1734, н.)
- Скибинський Прокіп (1738—1746)
- Козярин Григорій (1747, н.)
- Боровицький Тимофій (1749—1750)
- Даценко Артем (1752—1757)
- Павловський Іван (1755)
- Дацей Юхим (1758)
- Бохановський Петро (1759—1767)
- Куліненко Ісай (1768)
- Лень Іван (1769—1779)
- Анатієнко Йосип (1779—1782).

### Осавули
- Калита Іван (1732)
- Ґанжа Влас (1736)
- Розум Григорій (1737)
- Мичка Матвій (1738, н.)
- Саранча Іван (1738—1751)
- Коркач Іван (1758—1773)
- Полонський Федір (1775—1782).

### Хорунжі
- Близнюченко Охрім (1723)
- Калита Іван (1732—1746)
- Козярин Григорій (1746—1758)
- Плакса Семен (1759)
- Полонський Федір (1761—1774)
- Перетятько Василь (1775—1782).

### Городові отамани
| - Карпович Гавриш (1691) - Ройко Захар (1710; 1718) - Дикий Степан (1713—1718; 1728) - Кущенко Дмитро (1723) - Крихно Федір (1725—1730) - Андрій (1729) - Розум Григорій (1730—1735; 1738—1740; 1748) - Куєвда Федір (1736) - Непийвода Гордій (1737; 1740—1741) | - Дикий Дмитро (1742—1747; 1752—1753) - Колчевський Іван (1750) - Колежний Григорій (1751) - Ошкал Андрій (1753—1757) - Турчиновський Олексій (1759) - Колодій Дмитро (1760) - Батрак-Згурський Тимофій Леонтійович (1762—1764) - Плакса Семен (1764—1767) - Лукашевич Данило (1772—1779). |

## Населені пункти
Безуглівка, село; Березанка, село; Богданівка, село; Войтівці, село; Гаврилівка, слобода; Георгіївка, село; Годонівка, село; Городище, село; Демки, хутір; Дениси, село; Журавка, село; Кантакузівка, село; Капустищі, село; Ковалівка, село; Коломийці, село; Лісняки, село (до нього також адміністративно належав хутір Двірка (тепер — с. Двірківщина); Лозовий Яр, село; Ничипорівка, село; Оржиця, хутір; Панфили, село; Пирлівка, село; Плужники, село; Погреби, село; Положки, село; Пречиська слобода; Семенівка, село; Слобода біля с. Вирлівки; Соснове, село; Старий Полуботківський хутір; Твердоглібівський хутір; Томарівка, село; Фарбоване, село. Хутори: Афендика Степана, абшитованого баришівського сотника; Бахчевського, військового канцеляриста; Безбородькової, дружини Якова Безбородька; Глібова Олексія, бригадира; Голенковського, прилуцького полкового обозного; Горленка Петра, бунчукового товариша; Гриневича, трахтемирівського сотника; Думитрашкової, дружини Андрія Думитрашка; Іваненка Григорія, бунчукового товариша; Каневського Якима, полкового писаря; Киселівського, військового канцеряриста; Копцевича Семена, полкового сотника; Купчинського; Лебедя, військового товариша; Лизогуба Якова, бунчукового товариша; Лукашевича Михайла, полкового осавула; Малиновського, бунчукового товариша; Пилипенка Якова, полкового осавула; Платковської, дружини домонтовського сотника; Прохоровича Антона, значкового товариша. Містечко Яготин.
За «Генеральним описом Малоросії» 1765—1769 pp. до сотні належали також села: Бирлівка, Мала Березанка, Новооселивша Слобода, Степанівка, Черевки, Черкасівщина, Черняхівщина, Чумчак.

## Опис Яготинської сотні
За описом Київського намісництва 1781 року наявні наступні дані про кількість сіл та населення Яготинської сотні (за новоствореними повітами) напередодні ліквідації:
| Населені пункти Яготинської сотні                                                               | Дворян і шляхетства | Різночинців | Духовенства | Церковників | Греків | Хат              | Хат                   | Хат   | Хат                                        | Хат                                                           | Всього | Всього                             |
| ----------------------------------------------------------------------------------------------- | ------------------- | ----------- | ----------- | ----------- | ------ | ---------------- | --------------------- | ----- | ------------------------------------------ | ------------------------------------------------------------- | ------ | ---------------------------------- |
| Населені пункти Яготинської сотні                                                               | Дворян і шляхетства | Різночинців | Духовенства | Церковників | Греків | козаків виборних | козаків підпомічників | міщан | посполитих коронних, в тому числі рангових | посполитих власницьких, різночинських і козацьких підсусідків | хат    | за останньою 1764 року ревізії душ |
| У Переяславському повіті:                                                                       |                     |             |             |             |        |                  |                       |       |                                            |                                                               |        |                                    |
| містечко Яготин                                                                                 | 4                   | 3           | 4           | 1           | —      | 49               | 65                    | —     | —                                          | 174                                                           | 288    | —                                  |
| селище Кулябівка                                                                                | —                   | —           | —           | —           | —      | —                | —                     | —     | —                                          | 34                                                            | 34     | —                                  |
| село Березанка                                                                                  | —                   | 2           | 1           | —           | —      | 31               | 17                    | —     | —                                          | 64                                                            | 112    | —                                  |
| село Черевки                                                                                    | —                   | 3           | 2           | 1           | —      | 61               | 38                    | —     | —                                          | 110                                                           | 209    | —                                  |
| слобода Черняхівка                                                                              | —                   | —           | —           | —           | —      | —                | 11                    | —     | —                                          | 125                                                           | 125    | —                                  |
| селище Петрівка (нині Гречанівка)                                                               | —                   | —           | —           | —           | —      | —                | —                     | —     | —                                          | 30                                                            | 30     | —                                  |
| селище Демки                                                                                    | —                   | —           | —           | —           | —      | —                | —                     | —     | —                                          | 98                                                            | 98     | —                                  |
| селище Ковалівка                                                                                | —                   | —           | —           | —           | —      | —                | —                     | —     | —                                          | 92                                                            | 92     | —                                  |
| селище Семенівка                                                                                | —                   | —           | —           | —           | —      | —                | —                     | —     | —                                          | 61                                                            | 61     | —                                  |
| село Бирлівка                                                                                   | —                   | —           | 2           | 1           | —      | —                | —                     | —     | —                                          | 54                                                            | 54     | —                                  |
| слобода Бирлівка                                                                                | —                   | —           | —           | —           | —      | —                | —                     | —     | —                                          | 67                                                            | 67     | —                                  |
| селище Добраничівка                                                                             | —                   | —           | —           | —           | —      | —                | —                     | —     | —                                          | 38                                                            | 38     | —                                  |
| селище Плужники                                                                                 | —                   | —           | —           | —           | —      | 1                | —                     | —     | 4                                          | 18                                                            | 23     | —                                  |
| село Капустинці                                                                                 | 2                   | 4           | 2           | —           | —      | 106              | 26                    | —     | —                                          | 65                                                            | 197    | —                                  |
| село Фарбоване                                                                                  | —                   | —           | 1           | 1           | —      | —                | —                     | —     | —                                          | 213                                                           | 213    | —                                  |
| село Ничипорівка                                                                                | 1                   | 6           | 3           | —           | —      | 85               | 59                    | —     | —                                          | 66                                                            | 210    | —                                  |
| село Лісняки                                                                                    | 1                   | 6           | 2           | 1           | —      | 16               | 20                    | —     | —                                          | 127                                                           | 163    | —                                  |
| село Панфили                                                                                    | —                   | 2           | 1           | —           | —      | 52               | 39                    | —     | —                                          | 32                                                            | 123    | —                                  |
| село Соснова                                                                                    | 2                   | 3           | 2           | 1           | —      | 48               | 20                    | —     | —                                          | 93                                                            | 161    | —                                  |
| село Дениси                                                                                     | 1                   | 1           | 1           | 1           | —      | 82               | 33                    | —     | 30                                         | 23                                                            | 168    | —                                  |
| село Положаї                                                                                    | —                   | 2           | 1           | 1           | —      | 36               | 8                     | —     | 37                                         | 22                                                            | 103    | —                                  |
| селище Городище                                                                                 | —                   | —           | —           | —           | —      | —                | —                     | —     | —                                          | 80                                                            | 80     | —                                  |
| село Войтівці                                                                                   | —                   | 2           | 1           | —           | —      | 21               | —                     | —     | —                                          | 102                                                           | 123    | —                                  |
| селище Безуглівка                                                                               | 1                   | 1           | —           | —           | —      | 2                | —                     | —     | —                                          | 89                                                            | 91     | —                                  |
| селище Калитівка                                                                                | —                   | 1           | —           | —           | —      | 18               | —                     | —     | —                                          | 42                                                            | 60     | —                                  |
| слобода Сотниківка                                                                              | 1                   | —           | —           | —           | —      | —                | —                     | —     | —                                          | 30                                                            | 30     | —                                  |
| селище Томарівка                                                                                | —                   | —           | —           | —           | —      | —                | —                     | —     | —                                          | 98                                                            | 98     | —                                  |
| До містечка Яготина: 1. хутір козаків Непорожних                                                | —                   | —           | —           | —           | —      | —                | —                     | —     | —                                          | 1                                                             | 1      | —                                  |
| До селища Колябковщинѣ: 2. хутір значкового товариша Купчинського                               | —                   | —           | —           | —           | —      | —                | —                     | —     | —                                          | 16                                                            | 16     | —                                  |
| 3. хутір військового канцеляриста Висоцького                                                    | —                   | —           | —           | —           | —      | —                | —                     | —     | —                                          | 18                                                            | 18     | —                                  |
| 4. хутір сотникової Славутинської                                                               | 1                   | —           | —           | —           | —      | —                | —                     | —     | —                                          | 16                                                            | 16     | —                                  |
| 5. хутір осавула полкового і сотника Пилипенків                                                 | 1                   | —           | —           | —           | —      | —                | —                     | —     | —                                          | 20                                                            | 20     | —                                  |
| 6. хутір військового товариша Думитрашки-Райчі                                                  | —                   | —           | —           | —           | —      | —                | —                     | —     | —                                          | 16                                                            | 16     | —                                  |
| 7. хутір вдовуючої Пані Теплової                                                                | —                   | —           | —           | —           | —      | —                | —                     | —     | —                                          | 9                                                             | 9      | —                                  |
| 8. хутір полковника компанійського жінки Думитрашкиної                                          | —                   | —           | —           | —           | —      | —                | —                     | —     | —                                          | 21                                                            | 21     | —                                  |
| До села Березанка: 9. хутір його сіяння графа Разумовського                                     | —                   | —           | —           | —           | —      | —                | —                     | —     | —                                          | 1                                                             | 1      | —                                  |
| 10. хутір сотника Юзефовича                                                                     | —                   | —           | —           | —           | —      | —                | —                     | —     | —                                          | 2                                                             | 2      | —                                  |
| До села Черевки: 11. хутір бунчукового товариша Бутовича                                        | —                   | —           | —           | —           | —      | —                | —                     | —     | —                                          | 1                                                             | 1      | —                                  |
| 12. хутір осавула сотенного Бородінни                                                           | —                   | 1           | —           | —           | —      | 1                | —                     | —     | —                                          | 2                                                             | 3      | —                                  |
| 13. хутір сина козаків Шилок                                                                    | —                   | —           | —           | —           | —      | 2                | —                     | —     | —                                          | 1                                                             | 1      | —                                  |
| До слободи Черняхівка: 14. хутір Концевицький                                                   | —                   | —           | —           | —           | —      | 1                | —                     | —     | —                                          | 10                                                            | 10     | —                                  |
| До села Демки: 15. хутір Новий                                                                  | —                   | —           | —           | —           | —      | —                | —                     | —     | —                                          | 4                                                             | 4      | —                                  |
| 16. хутір Старий                                                                                | —                   | —           | —           | —           | —      | —                | —                     | —     | —                                          | 3                                                             | 3      | —                                  |
| 17. хутір Чумгатський полковника Лукашевича                                                     | —                   | —           | —           | —           | —      | —                | —                     | —     | —                                          | 45                                                            | 45     | —                                  |
| 18. хутір ротмістра Лизогуба                                                                    | —                   | —           | —           | —           | —      | —                | —                     | —     | —                                          | 21                                                            | 21     | —                                  |
| 19. хутір Старополуботківський                                                                  | 1                   | 2           | —           | —           | —      | —                | —                     | —     | —                                          | 32                                                            | 3      | —                                  |
| До селища Ковалівка: 20. хутір значкового товариша Прохоровича жінки                            | —                   | 1           | —           | —           | —      | —                | —                     | —     | —                                          | 8                                                             | 8      | —                                  |
| 21. хутір значкового товариша Гната Прохоровича жінки                                           | —                   | 1           | —           | —           | —      | —                | —                     | —     | —                                          | 11                                                            | 11     | —                                  |
| 22. хутір значкових товаришів Прохоровичів                                                      | 1                   | 1           | —           | —           | —      | —                | —                     | —     | —                                          | 8                                                             | 8      | —                                  |
| До села Фарбоване: 23. хутори полковника 24. Вишевського                                        | —                   | —           | —           | —           | —      | —                | —                     | —     | —                                          | 7                                                             | 7      | —                                  |
| До села Ничипорівка: 25. хутір Требутшнѣ                                                        | —                   | —           | —           | —           | —      | —                | —                     | —     | —                                          | 9                                                             | 9      | —                                  |
| 26. хутір Кафедрального переяславського монастиря                                               | —                   | —           | —           | —           | —      | —                | —                     | —     | —                                          | 1                                                             | 1      | —                                  |
| До села Лісняки: 27. хутір отамана Бачѣя                                                        | —                   | —           | —           | —           | —      | —                | —                     | —     | —                                          | 4                                                             | 4      | —                                  |
| 28. хутір при машинѣ, графа Розумовського                                                       | —                   | —           | —           | —           | —      | —                | —                     | —     | —                                          | 3                                                             | 3      | —                                  |
| 29. хутір сотеного отамана і козака Плакс                                                       | —                   | 1           | —           | —           | —      | —                | 1                     | —     | —                                          | 8                                                             | 9      | —                                  |
| 30. хутір значкових товаришів Здуровських                                                       | 2                   | —           | —           | —           | —      | —                | —                     | —     | —                                          | 5                                                             | 5      | —                                  |
| 31. хутір писаря сотенного Липського                                                            | —                   | 1           | —           | —           | —      | —                | —                     | —     | —                                          | 4                                                             | 4      | —                                  |
| 32. хутір сотника Козловського                                                                  | —                   | —           | —           | —           | —      | —                | —                     | —     | —                                          | 4                                                             | 4      | —                                  |
| 33. хутір підсудійшин графа Розумовського                                                       | —                   | —           | —           | —           | —      | —                | —                     | —     | —                                          | 32                                                            | 32     | —                                  |
| 34. хутір козака Тарасенка                                                                      | —                   | —           | —           | —           | —      | —                | —                     | —     | —                                          | 1                                                             | 1      | —                                  |
| До містечка Яготина: 35. хутір Карповицький                                                     | —                   | —           | —           | —           | —      | —                | —                     | —     | —                                          | 1                                                             | 1      | —                                  |
| 36. хутір сотника Кандиби                                                                       | —                   | —           | —           | —           | —      | —                | —                     | —     | —                                          | 7                                                             | 7      | —                                  |
| 37. хутір козаків Диких, Гладуна, Чергикала, Василенка, Пахна, Недобоя, Харченка, Усика і Васка | —                   | —           | —           | —           | —      | 17               | —                     | —     | —                                          | 25                                                            | 42     | —                                  |
| 38. хутір козака Ройка                                                                          | —                   | —           | —           | —           | —      | 2                | —                     | —     | —                                          | 4                                                             | 6      | —                                  |
| 39. хутір Рокитне                                                                               | —                   | —           | —           | —           | —      | —                | —                     | —     | —                                          | 19                                                            | 19     | —                                  |
| 40. хутір козака Розума                                                                         | —                   | —           | —           | —           | —      | 5                | —                     | —     | —                                          | 4                                                             | 9      | —                                  |
| До села Панфили: 41. хутір військового товариша Волевача                                        | —                   | —           | —           | —           | —      | —                | —                     | —     | —                                          | 1                                                             | 1      | —                                  |
| До села Соснова: 42. хутір військового товариша Ошкала                                          | —                   | —           | —           | —           | —      | —                | —                     | —     | —                                          | 1                                                             | 1      | —                                  |
| 43. хутір того ж Ошколи                                                                         | —                   | —           | —           | —           | —      | —                | —                     | —     | —                                          | 1                                                             | 1      | —                                  |
| До села Дениси: 44. хутір козаків Зайкъ                                                         | —                   | —           | —           | —           | —      | 2                | —                     | —     | —                                          | 1                                                             | 3      | —                                  |
| 45. хутір судьїної Берлової                                                                     | —                   | —           | —           | —           | —      | —                | —                     | —     | —                                          | 6                                                             | 6      | —                                  |
| До села Войтівці: 46. хутір бунчукового товариша Томари                                         | —                   | —           | —           | —           | —      | —                | —                     | —     | —                                          | 4                                                             | 4      | —                                  |
| 47. хутір козаків Дзюбів                                                                        | —                   | —           | —           | —           | —      | —                | —                     | —     | —                                          | 6                                                             | 6      | —                                  |
| 48. хутір надвірного радника Селецького                                                         | —                   | —           | —           | —           | —      | —                | —                     | —     | —                                          | 14                                                            | 14     | —                                  |
| Разом у частині сотні Яготинської                                                               | 19                  | 44          | 23          | 8           | —      | 635              | 326                   | —     | 71                                         | 2487                                                          | 3519   | 9804                               |
| У Золотоніському повіті:                                                                        |                     |             |             |             |        |                  |                       |       |                                            |                                                               |        |                                    |
| слобода Степанівка                                                                              | —                   | —           | —           | —           | —      | —                | —                     | —     | —                                          | 32                                                            | 32     | —                                  |
| село Георгіївка                                                                                 | —                   | 1           | 1           | 1           | —      | —                | —                     | —     | —                                          | 68                                                            | 68     | —                                  |
| селище Погребки                                                                                 | —                   | —           | —           | —           | —      | —                | —                     | —     | —                                          | 74                                                            | 74     | —                                  |
| село Коломийці                                                                                  | —                   | 2           | 1           | —           | —      | —                | —                     | —     | —                                          | 57                                                            | 57     | —                                  |
| селище Кантакузівка                                                                             | —                   | —           | —           | —           | —      | —                | —                     | —     | —                                          | 47                                                            | 47     | —                                  |
| До села Коломийці: 1. сотника Єзефовича                                                         | —                   | —           | —           | —           | —      | —                | —                     | —     | —                                          | 23                                                            | 23     | —                                  |
| До села Кантакузівка: 2. хутір бунчукового товариша Томари                                      | —                   | —           | —           | —           | —      | —                | —                     | —     | —                                          | 46                                                            | 46     | —                                  |
| До села Погреби: 3. хутір князя Трубецького                                                     | —                   | —           | —           | —           | —      | —                | —                     | —     | —                                          | 3                                                             | 3      | —                                  |
| 4. хутір того ж Трубецького                                                                     | —                   | —           | —           | —           | —      | —                | —                     | —     | —                                          | 1                                                             | 1      | —                                  |
| Разом у частині сотні Яготинської                                                               | —                   | 3           | 2           | 1           | —      | —                | —                     | —     | —                                          | 351                                                           | 351    | 1003                               |
| У Пирятинському повіті:                                                                         |                     |             |             |             |        |                  |                       |       |                                            |                                                               |        |                                    |
| село Годунівка                                                                                  | —                   | —           | 2           | —           | —      | —                | —                     | —     | —                                          | 71                                                            | 71     | —                                  |
| селище Жоравка                                                                                  | —                   | —           | —           | —           | —      | —                | —                     | —     | —                                          | 78                                                            | 78     | —                                  |
| село Лозовий Яр                                                                                 | —                   | —           | 3           | 1           | —      | —                | —                     | —     | —                                          | 151                                                           | 151    | —                                  |
| слобода Пречистка                                                                               | —                   | —           | —           | —           | —      | —                | —                     | —     | —                                          | 22                                                            | 22     | —                                  |
| слобода Безбородькові Хутори                                                                    | —                   | —           | —           | —           | —      | —                | —                     | —     | —                                          | 106                                                           | 106    | —                                  |
| слобода Лизогубова                                                                              | —                   | —           | —           | —           | —      | —                | —                     | —     | —                                          | 103                                                           | 103    | —                                  |
| селище Богданівка                                                                               | —                   | —           | —           | —           | —      | —                | —                     | —     | 67                                         | —                                                             | 67     | —                                  |
| До сіл Годунівка і Жоравка: 1. хутір Гриневицький                                               | —                   | —           | —           | —           | —      | —                | —                     | —     | —                                          | 19                                                            | 19     | —                                  |
| 2. хутір судьїної Бахчевської                                                                   | —                   | —           | —           | —           | —      | —                | —                     | —     | —                                          | 31                                                            | 13     | —                                  |
| 3. хутір Жоравський                                                                             | —                   | —           | —           | —           | —      | —                | —                     | —     | —                                          | 36                                                            | 36     | —                                  |
| 4. хутір генерал-майора Сулими                                                                  | —                   | —           | —           | —           | —      | —                | —                     | —     | —                                          | 34                                                            | 34     | —                                  |
| 5. хутір бунчукового товариша Сулими                                                            | —                   | —           | —           | —           | —      | —                | —                     | —     | —                                          | 22                                                            | 22     | —                                  |
| 6. хутір підсудиної Лебєдєвої (нині Лебедівка?)                                                 | —                   | —           | —           | —           | —      | —                | —                     | —     | —                                          | 8                                                             | 8      | —                                  |
| 7. хутір козаків Довженків                                                                      | —                   | —           | —           | —           | —      | 4                | —                     | —     | —                                          | 1                                                             | 5      | —                                  |
| Разом у частині сотні Яготинської                                                               | —                   | —           | 5           | 1           | —      | 4                | —                     | —     | 67                                         | 682                                                           | 753    | 1306                               |
| Всього у сотні Яготинській                                                                      | 19                  | 47          | 30          | 10          | —      | 639              | 326                   | —     | 138                                        | ~3520                                                         | ~4623  | ~12113                             |